# Кавиюр Поннамма
Кавиюр Поннамма (малаял. കവിയൂർ പൊന്നമ്മ; 10 сентября 1945, Кавиюр, Британская Индия — 20 сентября 2024, Кочин) — индийская актриса

 и закадровый исполнитель, работавшая в телесериалах и фильмах на малаялам. Лауреат кинопремии штата Керала.

## Биография
Родилась 10 сентября 1945 года в семье Т. П. Дамодарана и Гауриаммы в деревне Кавиюр (ныне штат Керала). Когда ей исполнился год, они переехали в Понкуннам. Поннамма была старшей из шести детей, среди которых также актриса Кавиюр Ренука.
Под влиянием отца девушка с ранних лет начала учиться музыке у Л. П. Р. Вармы. Когда ей было одиннадцать в её родной деревне прошёл ей арангетрам (дебют после окончания обучения), на котором односельчане дали ей имя «Кавиюр Поннамма», надеясь, что она прославит деревню. В двенадцать лет её пригласили спеть в пьесе «Mooladhanam», написанной  Топпилом Бхаси. Позже, когда театральная группа не смогла найти актрису на главную роль, её предложили Поннамме. Со временем она стала ведущей актрисой Kerala People's Arts Club (KPAC). Поннамма также была связана с другими известными театральными труппами, включая Pratibha Arts Club и Калидаса Калакендрам. Её выступления в таких пьесах, как «Puthiya Aakasham Puthiya Bhoomi», «Doctor», «Althara» и «Janani Janmabhoomi», получили высокую оценку. 
Знакомый её отца помог ей попасть на пробы на роль Мандодари в фильме Sreerama Pattabhishekam, и в 1962 году она дебютировала в кино. С этого времени вплоть до 1996 года она снималась как минимум в одном фильме каждый год. Ещё до двадцати лет актриса перешла на роли матерей, сыграв в Kudumbini (1964) старшую невестку семьи, а в Thommante Makkal (1965) — мать главных героев в исполнении Сатьяна и Мадху, которым на тот момент было 52 и 32 года.
К 1970-м годам Поннамма прочно обосновалась в кино на малаялам и получила свою первую кинопремию штата Керала как лучшая вторая актриса в 1971 году за игру в таких фильмах, как Bobanum Moliyum, Oru Penninte Katha и Vithukal. Она также выиграла эту награду в 1972 и 1973 годах.
Среди её наиболее ярких ролей — Нараяни, жена оракула в фильме «Вчерашние предложения» (1973), которая изо всех сил пытается заботиться о бедствующей семье, и мать героя Маммутти в Thaniyavarthanam (1987), которая решает отравить собственного сына, чтобы суеверные члены семьи не заклеймили его как сумасшедшего и не заперли до конца его дней. Её роль матери, тщетно ждущей своего сына в In Harihar Nagar (1990), является самой трагичной частью фильма, в остальном запомнившегося своим юмором.
Актриса снялась вместе с актёром Моханлалом в более чем 50 фильмах, сформировав один из самых популярных дуэтов мать-сын в кино на малаялам. Одним из их первых совместных фильмов была романтическая драма Namukku Parkkan Munthirithoppukal (1986). В боевике Kireedam (1989) они безупречно изобразили как повседневную теплоту между матерью и сыном, так и интенсивную сентиментальность в таких сценах, как отъезд главного героя из дома после того, как его заклеймили как хулигана.
В His Highness Abdullah (1990) Поннамма сыграла обезумевшую женщину, которая принимает героя Моханлала за своего сына, а в Thenmavin Kombath (1994) мать его лучшего друга, которая верит в то, что он виновен в его убийстве. За последнюю роль она получила свою четвёртую кинопремию штата.
В 2009 году актриса выступила как инвестор на съёмках фильма Meghatheertham.
С приходом новой волны режиссёров, стремящихся выйти за рамки традиционных семейных драм, Поннамма, застрявшая в амплуа матери, стала сниматься значительно реже. У неё были содержательные роли в таких фильмах как «Приносящие удачу красные зерна» (2012), Pa Va (2016) и Mamangam (2019), но с меньшим количеством экранного времени. Одним из её последних появлений на экране был киноальманах Aanum Pennum (2021), где они с Недумуди Вену сыграли нетипичную супружескую пару.
В мае 2023 года у актрисы диагностировали рак четвёртой стадии. Поннамма скончалась 20 сентября 2024 года в больнице Кочина в возрасте 79 лет.  Она была замужем за кинопродюсером Манисвами с 1969 года до его смерти в 2011 году. У них осталась дочь Бинду.